# 丁丙
丁丙（1832年—1899年），字嘉鱼，一字松生，浙江钱塘人，清代藏书家、企业家。著有《善本书室藏书志》。
早年為诸生。爱藏书，祖父丁国典有楼藏书。丁丙与兄丁申以二十年之功，聚書八万卷，藏於“八千卷楼”。咸丰十年，杭州文澜阁《四库全书》散佚，丁氏兄弟逃离杭州，至杭州西郊留下镇，见市面店铺用《四库全书》书页包裹物品，遂托人回杭州搜集散佚的《四库全书》。同治三年，所得书运回杭州，暂时存放到杭州府学尊经阁。光绪六年（1880年），浙江巡抚谭钟麟重建文澜阁，丁丙将所得书送還文澜阁。